# Ямасита, Кинуё
Кинуё Ямасита (яп. 山下 絹代 Ямасита Кинуё) — японский композитор, автор музыки и звуковых эффектов для видеоигр. Родилась в городе Амагасаки префектуры Хёго. После окончания двухлетнего курса электротехники в неполном колледже в Университете электрических коммуникаций в Осаке, в 1986 году поступила на работу в компанию Konami. До настоящего времени продолжает работать в игровой индустрии, сочинив музыку ко многим видеоиграм. Наиболее известной её работой является музыка к игре Castlevania.

## Ранняя жизнь
Ямасита начала играть на пианино в возрасте четырёх лет, с еженедельными уроками. Она изучила классическое пианино, исполняя произведения Шопена и Бетховена. Так как её родители не слушали музыку, она не имела никаких музыкальных влияний в детстве.

## Карьера

### 1980-е
Первой работой Ямаситы в Konami стала музыка для игры Castlevania. В версии игры для Famicom Disk System она была указана под псевдонимом James Banana.
Среди последующих работ для Konami были такие игры, как Esper Dream, Arumana no Kiseki, Stinger, Maze of Galious, Knightmare III: Shalom и Parodius. Она входила в оригинальный состав Konami Kukeiha Club. В 1989 году Ямасита ушла из компании, став композитором-фрилансером.

### 1990-е
В качестве независимого композитора Ямасита написана музыку ко многим играм разных компаний, включая игры Mega Man X3, Power Blade, серию Medabot, Bass Masters Classic (для Game Boy Color), Power Rangers: Lightspeed Rescue, WWF Wrestlemania 2000; Zen Nihon Pro Wrestling (совместно с Ику Мидзутани и Хироюки Ивацуки).
С 1991 по 1995 годы Ямасита выступала в дуэте «Honey Honey» вместе со своим другом. Они исполняли кавер-версии американской популярной и джазовой музыки. Ямасита играла на пианино, альтовом саксофоне и исполняла партии бэк-вокала.

### 2000-е — настоящее время
В 2000-х годах Ямасита продолжила работать в качестве независимого композитора. Её работы включают музыку для игр Buffy the Vampire Slayer (для Game Boy Advance), Croc 2, Monsters, Inc. (для Game Boy Advance), WWF Road to WrestleMania, Power Rangers: Dino Thunder и новые игры в серии Medabot.
Ямасита планирует сочинять песни в жанре J-Pop для японских исполнителей в рамках независимого лейбла Rocketeers, а также песни в жанре R&B для некоторых американских исполнителей.

## Личная жизнь
15 августа 1998 года Ямасита упала во время игры в теннис. Она была госпитализирована с диагнозом субарахноидальное кровоизлияние. Она провела в коме неделю, после чего кровоизлияние повторилось. Вторая операция прошла успешно, и после второй недели, проведённой в коме, Ямасита очнулась с потерей памяти и частичным параличом правой стороны тела. Со временем потеря памяти и паралич прошли, она была выписана из больницы и смогла вернуться к работе.